# Кис, Касия
Ка́сия Ки́с (порт.-браз. Cássia Kis), ранее Касия Кисс Ма́гру (порт.-браз. Cássia Kiss Magro; род. 6 января 1958[…], Сан-Каэтану-ду-Сул, Сан-Паулу) — бразильская актриса.

## Биография

### Карьера
Касия Кисс родилась в Сан-Каетану-ду-Сул в округе Сан-Паулу единственной девочкой в семье из четверых детей. Её отец по происхождению венгр, мать — португалка. В 15 лет ушла из дома и жила у подруги. Чтобы хоть как-то прожить работала уборщицей в офисе, а по ночам училась. Тогда же подсела на наркотики. Пила грибные отвары и курила марихуану. Но через пять лет поняла, какую глупость делает и завязала с этим навсегда.
В 23 года уехала в Рио-де-Жанейро. Ночевала на скамейке, на площади, где её и подобрал поэт Сержиу Натуреза. Целый год она зарабатывала тем, что продавала сандвичи и печенье на пляже. Вскоре она увлеклась медитацией, отрабатывая занятия с гуру мытьем унитазов в его «храме». В 1981 году Касия Кисс пришла к директору студии Энрике Мартиншу и он взял её на испытательный срок. Показав себя хорошей актрисой она стала получать всё новые и новые роли на телевидении. Наибольшую популярность ей принесли роли в теленовеллах «Во имя любви» (1997), «Шальные деньги» (1998) и «Берег мечты» (2001).
В 2006 году актриса спонсировала Всемирную неделю грудного вскармливания в Бразилии, организованную Бразильским обществом педиатрии и Министерством здравоохранения. В 2022 году Кис заявила, что выступает против абортов, подчеркнув, что её позиция связана с приобщением к католицизму. В январе 2023 года компания «Globo» приняла решение не продлевать контракт с актрисой. Согласно информации, опубликованной журналом «Veja», причиной этому могли стать участие актрисы в акциях протеста против результатов выборов 2022 года, а также её гомофобные высказывания.

### Личная жизнь
Несколько лет она была замужем за Жозе Луисом Тадеу, но он не хотел детей. Такая семья её не устраивала. Касия Кис развелась и пятнадцать лет жила совершенно свободно. У неё была куча романов и двое любимых мужчин — один инженер, другой астролог. А потом она познакомилась с Жозе Алберту да Фонсека, брак с которым продержался целых семь лет. У неё родились двое детей — Мария Кандида (1996) и Жоаким Мария (1998). Ради мужа она ушла от дел и поселилась на его фазенде в Минас Жерайс. На седьмом году жизни с Жозе она развелась и вернулась к работе в кино.
В начале 2000-х актриса встречалась с журналистом Сержиу Брандан. 7 февраля 2002 года она родила от него сына Педру Габриэля, а апреле 2004 года — Анжелу Мигеля. В 2009 году Касия Кисс вышла замуж за психиатра Жоау Баптишта Магру Филью, добавив после этого фамилию мужа к своей.

## Телесериалы
- Такое было время (2017) — Вера
- Redemoinho (2016) — Марта
- Ничего не будет как прежде (2016) — Одети
- Правила игры (2015) — Джанира
- Счастливы навсегда? (2015) — Олга
- Encantados (2014)
- Удачи (2014) — Лорена
- Тусовка (2014) — Хильда
- Украденная любовь (2014) — Каролина
- Любовь, вечная любовь (2012) — Мелисса
- Укуси и подуй (2011) — Дулси
- Paraíso (2009) — Мариана
- Вечная магия (Eterna magia) (2007) — Зилда
- Жуселину Кубичек («JK») (2006) — Мария
- Змеи и ящерицы (2006) — Энрикета / Тереза
- Дорога («Mad Maria») (2005) — Амалия
- Единое сердце («Um Só Coração») (2004) — Жиомар Пентеадо
- Вкус страсти («Sabor da Paixão») (2002) — Сесилия
- Берег мечты («Porto dos Milagres») (2001) — Адма
- Esplendor (2000) — Аделаида
- Шальные деньги («Pecado Capital») (1998) — Эуниси
- Во имя любви («Por Amor») (1997) — Изабел Лафайет
- Quem e Voce? (1996) — Беатрис
- Хищник — Илка Мария
- Нож (1991) — Мерседес
- Barriga de Aluguel (1990) — Ана Параньос де Аленкар
- Пантанал («Pantanal») (1990) — Мария
- Vale Tudo (1988) — Изабел
- Ele, o Boto (1987)
- Brega & Chique (1987) — Силвана
- Roque Santeiro (1985) — Лулу
- Padre Cicero (1984)
- Livre para Voar (1984) — Верона